# Orconectes kentuckiensis
Orconectes kentuckiensis é uma espécie de crustáceo da família Cambaridae.
É endémica dos Estados Unidos da América.